# (8819) Chrisbondi
(8819) Chrisbondi – planetoida z grupy pasa głównego asteroid okrążająca Słońce w ciągu 4 lat i 234 dni w średniej odległości 2,78 au. Została odkryta 14 września 1985 roku w Europejskim Obserwatorium Południowym przez Henriego Debehogne. Nazwa planetoidy pochodzi od Christine Bondi (ur. 1923), brytyjskiej humanistki, astrofizyk i matematyk. Przed nadaniem nazwy planetoida nosiła oznaczenie tymczasowe (8819) 1985 RR4.